# 漓江镇
漓江镇，是中华人民共和国四川省广元市苍溪县下辖的一个乡镇级行政单位。

## 行政区划
漓江镇下辖以下地区：
漓江社区、土鲤社区、清滩村、封山村、官庄村、龙亭村、龙垭村、玄坛村、凤峨村、山泉村、老林村、山王村、五峰村、石桥村、利滩村、金峰村、红龙村、土鲤村、中坝村、重山村、柳坪村、杨家寨村、溪口村、寺基坪村、猴树村、盐海村和琴溪村。